# Days Go By
Days Go By is het negende studioalbum van de Amerikaanse punkrockband The Offspring, uitgebracht op 25 juni 2012 door Columbia Records. Het album werd geproduceerd door Bob Rock. Days Go By was het eerste album van de band met drummer Pete Parada, die 4 nummers speelde terwijl Josh Freese de rest deed. Ook was dit het laatste album met bassist Greg K. voor zijn vertrek bij The Offspring in 2018. De band begon te werken aan Days Go By in 2009, met plannen om het in 2010 uit te brengen. De release werd echter verschillende keren uitgesteld terwijl The Offspring bleef toeren en nieuw materiaal schreef. Het schrijf- en opnameproces werd op opgenomen in drie jaar en zes opnamestudio's  en werd voltooid in maart 2012. 
De leadsingle "Days Go By" ging in première op de radiostations op 27 april 2012 en werd vrijgegeven aan digitale verkooppunten. "Cruising California (Bumpin' in My Trunk)" was de eerste single van het album wereldwijd (met uitzondering van de Verenigde Staten, Canada, Duitsland, Oostenrijk en Zwitserland), en werd uitgebracht op 30 april 2012. Het album debuteerde op nummer 12 in de Billboard 200 met een verkoop in de eerste week van 24.000 exemplaren in Noord-Amerika.

## Achtergrond en opname
The Offspring begon in 2009 met het schrijven van tijdens de promotietour van Rise and Fall, Rage and Grace van nieuw materiaal. In een interview in mei 2009 onthulde Noodles dat frontman Dexter Holland had samengewerkt met producer Bob Rock, en vermeldde hij dat het album nummers zou bevatten die niet op Rise and Fall, Rage and Grace stonden. Een maand later vertelde Holland aan Rolling Stone dat de band had gesproken over een samenwerking met producer Rock en van plan was het nieuwe album ergens in 2010 uit te brengen. Op 18 februari 2010 plaatste The Offspring een link naar de "Offspring Studio Cam", met afbeeldingen en materiaal van de band die het schrijven en opnemen van hun negende album demonstreerden. 
Op 3 mei 2010 plaatste Holland een update over het nieuwe album op het prikbord van de officiële Offspring-website waarin stond dat de band "aan een reeks nummers werkte. Ze bevonden zich allemaal in verschillende fasen, sommige waren in de beginfase en sommige waren al bijna klaar. Hij onthulde ook dat de band in de studio was geweest om aan het album te werken "de komende twee weken elke dag... we gaan proberen iets nieuws af te krijgen en klaar te maken om deze zomer live op tournee te spelen". Holland onthulde ook dat ze werkten aan een nieuw nummer genaamd "It's All Good", hoewel hij er niet zeker van was of het op het album zou verschijnen. Op 4 oktober plaatste Holland een bericht op Twitter van de band, waarin stond: "Goed om terug in de studio te zijn". Op 20 december liet The Offspring op hun Twitter weten dat ze de afgelopen 2 weken in de studio hadden doorgebracht en dat ze na de vakantie door zouden gaan met het opnemen van hun nieuwe album voor de release van 2011.
Op 14 september 2011 kondigde The Offspring op hun Facebook-pagina aan dat ze naar verwachting "binnen ongeveer een week terug in de studio zouden zijn" om opnieuw te beginnen met het opnemen van hun nieuwe album, waarvan ze hoopten dat het binnen de komende twee of drie maanden klaar zou zijn. Op dezelfde dag kondigde de band aan dat ze zouden toeren om het album in 2012 te promoten. The Offspring kondigde op 4 oktober aan dat ze weer in de studio waren. Op 5 januari 2012 zei Noodles op Twitter dat hij hoopte dat het nieuwe Offspring-album voor het einde van de maand klaar zou zijn; Dexter zei echter dat het album eind februari klaar zou zijn. Op 24 maart maakte Holland bekend dat het album af was.
Op 27 april 2012, dezelfde dag dat Days Go By in première ging op KROQ, onthulde The Offspring in het programma Kevin and Bean dat het album op 26 juni 2012 zou uitkomen. De volgende dag kondigde de band op Twitter aan dat ze een video aan het filmen waren voor "Days Go By". Op 30 april 2012 kwam "Cruising California (Bumpin' in My Trunk)" als eerste single voor het album in andere landen uit en de video volgde op 8 juni 2012.
Van het album kwamen drie singles en drie video's. Zowel "Days Go By" als "Cruising California (Bumpin' in My Trunk)" had een muziekvideo en singlerelease. Hoewel "Turning Into You" als radiosingle werd uitgebracht, was er geen video voor. Er werd echter een gecombineerde muziekvideo uitgebracht voor zowel "Dividing by Zero" als "Slim Pickens Does the Right Thing and Rides the Bomb to Hell".

## Ontvangst en verkoop
Days Go By ontving over het algemeen gemengde recensies van muziekrecensenten. Op Metacritic, dat een gewogen gemiddelde waardering van 100 toekent aan beoordelingen van reguliere critici, ontving het album een gemiddelde score van 51 op basis van 13 beoordelingen. Allmusic-recensent Gregory Heaney gaf het album tweeënhalf van de 5 sterren en vermeldde dat het "meer is voor fans die al een tijdje bij de band zijn dan voor degenen die gewoon afstemmen, en hoewel diehard Offspring-fans de verschuiving in het geluid van de band kunnen zien als onderdeel van een logische progressie, zouden nieuwe luisteraars beter geholpen zijn door wat van hun eerdere, meer urgente werk te beluisteren".
Days Go By piekte op nummer twaalf op de Amerikaanse Billboard 200 en verkocht 24.000 exemplaren in de eerste week van release.

## Nummers
| No. | Titel                                                          | Looptijd |
| --- | -------------------------------------------------------------- | -------- |
| 1.  | "The Future Is Now"                                            | 4:08     |
| 2.  | "Secrets From The Underground"                                 | 3:09     |
| 3.  | "Days Go By"                                                   | 4:01     |
| 4.  | "Turning Into You"                                             | 3:41     |
| 5.  | "Hurting as One"                                               | 2:49     |
| 6.  | "Cruising California (Bumpin 'in My Trunk)"                    | 3:30     |
| 7.  | "All I Have Left Is You"                                       | 5:18     |
| 8.  | "OC Guns"                                                      | 4:07     |
| 9.  | "Dirty Magic" (nummer opnieuw opgenomen van Ignition uit 1992) | 4:00     |
| 10. | "I Wanna Secret Family (With You)"                             | 3:01     |
| 11. | "Dividing by Zero"                                             | 2:22     |
| 12. | "Slim Pickens Does the Right Thing and Rides the Bomb to Hell" | 2:36     |

## Betrokkenen

### The Offspring
- Dexter Holland – zang, slaggitaar
- Noodles – leadgitaar, achtergrondzang
- Greg K. – basgitaar, achtergrondzang
- Pete Parada – drums (4, 9, 11-12)

### Aanvullende musici
- Josh Freese – drums (alle nummers behalve 4, 9, 11-12)
- Todd Morse – achtergrondzang
- Jamie Edwards - keyboard (1, 3, 11-12)
- Ronnie King – keyboard op "OC Guns"
- Jon Berry – achtergrondzang op "Secrets from the Underground"
- Dani en Lizzy Mariachi – aanvullende zang op "California Cruising (Bumpin’ in My Trunk)"
- Mariachi Sol de Mexico de Jose Hernandez – Mariachi-band op "OC Guns"
- Carlos Gomez – extra Mariachi-gitaar op "OC Guns"
- DJ Trust – draaitafels op "OC Guns"